# Swithred
Swithred  est roi d'Essex au milieu du VIIIe siècle, peut-être à partir de 746. Son règne s'inscrit dans une période mal connue de l'histoire du royaume.

## Famille
La généalogie des rois d'Essex est connue grâce à trois listes retraçant l'ascendance des rois Offa, Swithred et Sigered, préservées dans un manuscrit rédigé au Wessex durant la seconde moitié du IXe siècle (BL Add. 23211). L'ascendance de Swithred est retracée ainsi :

« Item de Regibus Orientalium Seaxonum
Swiðred Sigemunding; Sigemund Sigeharding; Si[gehard] Sebbing; Sebbe Seaxreding; Seaxred Sab[erhti]ng; Saberht Sledding […] »

Le père de Swithred, Sigemund, est inconnu par ailleurs, mais son grand-père est le roi Sigeheard, qui succède à son père Sæbbi (le Sebbe de la liste) en 693 ou 694.

## Règne
La succession des rois de l'Essex est très difficile à déterminer à partir du début du VIIIe siècle. En effet, le dernier événement concernant ce royaume rapporté par Bède le Vénérable dans son Histoire ecclésiastique du peuple anglais est l'abdication du roi Offa (709), et l'autre source cruciale que représentent les chartes se tarit également vers la même période.
Lorsque Sæbbi abdique, en 693 ou 694, il laisse le trône à ses fils Sigeheard et Swæfred, mais on ignore quand leurs règnes s'achèvent. Les annales rassemblées au XIIe siècle par le chroniqueur Siméon de Durham dans son Historia regum rapportent la mort d'un roi Swæfberht en 738, et la Chronique anglo-saxonne celle d'un roi Selered en 746. Il est possible que Swithred soit le successeur de Selered sur le trône.
Durant cette période mal connue, l'Essex est soumis à la domination des puissants rois de Mercie Æthelbald (716-757) et Offa (757-796), au profit desquels il perd toute autorité sur le Middlesex et l'Hertfordshire, ainsi que sur la ville de Londres où les rois merciens frappent librement monnaie. Néanmoins, le royaume semble avoir toujours conservé son indépendance, contrairement à l'Est-Anglie ou au Kent.
Faute de sources, on ignore combien d'années a régné Swithred, quand il est mort et qui lui a succédé. Le chroniqueur du XIIe siècle Guillaume de Malmesbury croyait à tort qu'il était le dernier roi avant la soumission du royaume à Ecgberht du Wessex en 825. Cependant, on connaît plusieurs souverains après Swithred. Le premier d'entre eux est Sigeric, fils de Selered, dont l'abdication en 798 est mentionnée dans la Chronique anglo-saxonne.